# 伊達さゆり
伊達 さゆり（だて さゆり、2002年〈平成14年〉9月30日 - ）は、日本の女性声優。Apollo Bay所属。Liella!のメンバー。宮城県仙台市出身。

## 経歴
小学生の頃から『ラブライブ!』シリーズの大ファンであり、「声優になって『ラブライブ!』シリーズのキャストになりたい」という夢を抱くようになったものの、現実的な将来も考えなかなか一歩を踏み出せずにいた。
2020年、高校生の進路選択の時期に『ラブライブ!スーパースター!!』のキャスティングで一般公募オーディションが開催されることを知り、意を決して参加し合格。同年12月にApollo Bayへ所属となり、翌2021年、同作の澁谷かのん役で声優デビュー。
2022年、初の冠番組である『ラジオどっとあい 伊達さゆりの伊達ちゃんは伊達じゃない!!!』が第7回アニラジアワードにて「BEST CUTE RADIO かわいいラジオ賞」を受賞。同年9月28日に発売された写真集「あしあと」がオリコン週間写真集ランキングで1位を獲得し、9月30日の20歳の誕生日に、チームスマイル・豊洲PITにて『BIRTHDAY PARTY 20th 〜みんなとなら今日もきっとステキな日〜』が開催された。
2023年、『伊達さゆりのあと8cmは伸ばせます！』が第8回アニラジアワードにて「BEST SOLO RADIO ひとりラジオ賞」を受賞。
同年10月からTBS日曜劇場「下剋上球児」に放送部員 宮沢役として初テレビドラマに出演。
2024年、9月10日に配信開始した自身初となるオリジナル楽曲「ラブソング」「1up!」が、レコチョクの9月11日発表のハイレゾシングルランキング（デイリー）で1位、2位を獲得。
同年10月15日にイソジン勝負の日までのメンテナンスアンバサダーに就任。
同年12月4日にYahoo!検索大賞2024声優部門で4位を獲得。

## 人物
趣味は歌を歌うこと。特技はよさこい。

### 親族
お笑いコンビ・サンドウィッチマンの伊達みきおは伯父（父の兄）にあたる。2024年3月23日にニッポン放送『サンドウィッチマン ザ・ラジオショー サタデー』にゲスト出演した際に初めて公表したもので、みきおの相方である富澤たけしとも幼少期から面識がある。幼少期は入退院を繰り返していた時期があり、本人は覚えていないが富澤が見舞いに来たこともあるという。また、「自分の力で頑張りたい」、「審査に影響があるのでは」との理由からLiella!のオーディションを受けることはみきおには伝えず、事務所関係者も合格後、実家に来た時に初めて知ったという。同番組の中では、さゆりはみきおから「さゆ」と呼ばれ、みきおのことを「みー君」と呼んでいることも明かされた。
同年8月18日に『鶴瓶サンドの夏旅～思い出めぐりｉｎ仙台～』にゲスト出演し、テレビ初共演を果たした。
伯父のみきおとともに宮城県仙台市出身で、伊達氏の支族である大條氏の末裔（家系としては大膳大夫政宗の男系子孫かつ初代仙台藩主政宗の女系子孫）である。

## 出演
※太字はメインキャラクター。

### テレビアニメ
- ラブライブ!スーパースター!!（2021年 - 2024年、澁谷かのん[8]） - 3シリーズ[一覧 1]

### ゲーム
2021年
- ラブライブ! スクールアイドルフェスティバル（2021年 - 2023年、澁谷かのん）

2022年
- 共闘ことばRPG コトダマン（コーシュ）
- ブラウンダスト（カエデ）
- 英傑大戦（池田せん、巻姫、慶寿院、木曽義高、平徳子）

2023年
- アサルトリリィ Last Bullet（石塚藤乃）
- ラブライブ! スクールアイドルフェスティバル2 MIRACLE LIVE!（2023年 - 2024年、澁谷かのん）

2024年
- Mr. Catt（日本語ナレーション）

### テレビ番組
- めざましテレビ（2023年1月9日 - 6月29日、仙台放送）- おはキュンみやぎ
- あらあらかしこ（2023年3月18日 - 、仙台放送）- 伊達さゆりの顔ハメコレクション
- 鶴瓶サンドの夏旅 ～思い出めぐり in 仙台～（2024年8月18日、関西テレビ・フジテレビ系）- ゲスト出演

### テレビドラマ
- 下剋上球児（2023年10月15日 - 12月17日、TBS） - 宮沢 役[26]

### 配信番組
- リアルカレカノ（2024年3月27日 - 31日、東海テレビ（Locipoで配信））

### 映画
- ドラレコ霊（2024年） - 主演・詩織 役[27]
- 内定代行（2025年） - 主演・紬紀 役[28]

### ラジオ
※はインターネット配信。
- ラジオどっとあい 伊達さゆりの伊達ちゃんは伊達じゃない!!!（2021年、AG-ON※・超!A&G+※）[2]
- 伊達さゆりの 伊達にラジオやってません!!!（2022年 - 、QloveR※・文化放送）[29][注釈 1]
- クイックラジオ（2022年11月19日・11月29日・12月9日、PodcastQR※）[30]
- 今宵のクイックラジオ（2024年7月 - 2025年3月、PodcastQR※）- 毎月19日配信で、2か月に1回担当[31]
- クイックラジオ 20QUESTION（2025年7月 - 、PodcastQR※）- 毎月19日配信で、2か月に1回担当[32]

### インターネット配信
- 伊達さゆりのあと8cmは伸ばせます!（2022年 - 、ニコニコチャンネルプラス※）[33]

### ナレーション
- なすなかにしのゲームキングダム（2022年9月 - 、BS11）[34]
- ゴミッション・インポッシブル（2024年3月31日、東海テレビ）[35]
- 東北ソリューション（2024年11月1日 - 、NHK仙台） - 番組キャラクター「おせっかめ」の声担当・初回ゲスト
- 妄想移住ランキング（2025年1月1日・2025年7月19日、日本テレビ）[36][37]
- もしもで学ぶ宮城防災 備えは日常の延長で！（2025年6月14日、ミヤギテレビ）[38]
- かのサンド（2025年8月3日 - 、フジテレビ系）[39]

### CM
- G123（2022年）- ナレーション[40]
- 首都圏建設産業ユニオン（2023年 - 2024年）[41]

### MC
- 次にくるマンガ大賞2022（2022年）[42]

### 舞台・朗読劇
- 朗読劇「吸血鬼ドラキュラ〜Eternal Love〜」（2022年8月17日）- ミナ 役[43]
- 舞台「SANADA Ⅺ」（2023年6月12日〜14日）- 福姫 役
- Apollo Bay Presents Reading Live「WHITE SWAN next」（2024年）- さちか 役
- 朗読劇「ネコたん！〜猫町怪異奇譚〜」（2024年）- 迷路ソマリ 役[44]
- 朗読劇「ネコたん！弐～猫町怪異奇譚～」仮面遊戯殺猫事件（2024年）- 迷路ソマリ 役[45]

### 連載
- Febri『伊達さゆりの「手さぐりの旅」』（2022年9月 - 、一迅社） - WEB連載

### その他
- コンテンツ「新たな一歩と伝統が織りなす東京の音色」（2025年2月3日 - 5月15日） - 原宿コース ナビゲーター[46]

## ディスコグラフィ

### 配信シングル
| 配信開始日    | タイトル   | 備考                                                                            |
| ------------- | ---------- | ------------------------------------------------------------------------------- |
| 2024年9月10日 | 1up!       | 「伊達さゆり Birthday Party 22nd」開催を記念したオリジナル楽曲                  |
| 2024年9月10日 | ラブソング | 「伊達さゆり Birthday Party 22nd」開催を記念したオリジナル楽曲                  |
| 2024年10月1日 | プレゼント | 「伊達さゆり Birthday Party 22nd」開催を記念したオリジナル楽曲 本人による初作詞 |

### キャラクターソング
| 発売日        | 商品名           | 歌 | 楽曲                 | 備考                                                                                 |
| ------------- | ---------------- | --- | -------------------- | ------------------------------------------------------------------------------------ |
| 2023年12月6日 | 異次元★♥BIGBANG  | 島村卯月（大橋彩香）、最上静香（田所あずさ）、月岡恋鐘（礒部花凜）、高海千歌（伊波杏樹）、上原歩夢（大西亜玖璃）、澁谷かのん（伊達さゆり）、日野下花帆（楡井希実） | 「異次元★♥BIGBANG」  | ライブイベント『異次元フェス アイドルマスター★♥ラブライブ!歌合戦』テーマソング       |
| 2024年2月7日  | 運命のトリニティ | 新生グラン・エプレ | 「Overcast Sky」     | ゲーム『アサルトリリィ Last Bullet』関連曲                                           |
| 2024年9月20日 | Bring the LOVE！ | 渡辺曜（斉藤朱夏）、上原歩夢（大西亜玖璃）、澁谷かのん（伊達さゆり）、日野下花帆（楡井希実）、高坂穂乃果（新田恵海）                                               | 「Bring the LOVE！」 | ライブイベント『LoveLive! Series Asia Tour 2024 ～みんなで叶える物語～』テーマソング |

## ライブ・イベント

### 単独イベント
| 出演日                  | タイトル                                                              | 会場                                                           | 備考                         |
| ----------------------- | --------------------------------------------------------------------- | -------------------------------------------------------------- | ---------------------------- |
| 2022年9月30日           | 伊達さゆり BIRTHDAY PARTY 20th 〜みんなとなら今日もきっとステキな日〜 | 豊洲PIT（東京都）                                              |                              |
| 2023年4月1日            | 令和五年度 ハチのば成長発表会                                         | ところざわサクラタウン ジャパンパビリオンホールＡ（埼玉県）    | 2公演 有料生配信を実施       |
| 2023年7月17日           | 伊達さゆりの伊達にラジオやってません！！！公開録音                    | 科学技術館サイエンスホール（東京都）                           | 2公演 有料生配信を実施       |
| 2023年9月30日 - 10月4日 | 伊達さゆり Birthday Party 21st 〜好きな色に着替えて〜                 | 9月30日 豊洲PIT（東京都） 10月4日 Zepp Namba (OSAKA)（大阪府） | 東京公演のみ有料生配信を実施 |
| 2024年4月29日           | 伊達さゆりの伊達にラジオやってません！！！公開録音                    | 日本教育会館 一ツ橋ホール（東京都）                            | 2公演 有料生配信を実施       |
| 2024年7月15日           | ハチのばCOMPANY サマーインターン2024                                  | ところざわサクラタウン ジャパンパビリオンホールＡ（埼玉県）    | 2公演 有料生配信を実施       |
| 2024年9月30日           | 伊達さゆり Birthday Party 22nd 〜ぼくに僕からのプレゼント〜           | 大宮ソニックシティ 大ホール（埼玉県）                          | 有料生配信を実施             |
| 2025年4月5日            | Say U Fan vol.7 伊達さゆり FAN MEETING                                | シュピゲンホール（韓国・ソウル）                               |                              |

### その他のイベント
| 出演日         | タイトル                                                            | 会場                                   | 備考       |
| -------------- | ------------------------------------------------------------------- | -------------------------------------- | ---------- |
| 2023年12月30日 | 下剋上球児 Blu-ray&DVD発売トークイベント「越山高校 放課後トーク!!」 | ららぽーとTOKYO-BAY 中央広場（千葉県） | ゲスト、MC |

## 出版

### 写真集
- 伊達さゆり 1st写真集 あしあと（2022年9月28日、KADOKAWA）ISBN 978-4048974875
- 伊達さゆり2nd写真集（仮）（2025年11月6日、KADOKAWA）ISBN 9784048979313[47]

### デジタル写真集
- 伊達さゆり　ＷＨＩＴＥ　ｇｒａｐｈ　デジタル写真集（2023年6月29日、講談社）[48]
- 【デジタル限定 YJ PHOTO BOOK】伊達さゆり写真集「Sparkling Smile」（2023年8月3日、集英社）[49]
- 【デジタル限定】伊達さゆりフォトブック「一日中、さゆりんといっしょ。」（2023年9月29日、集英社）[50]
- 伊達さゆり　ＶＯＩＣＥ　ＶＩＳＴＡ　ｍａｇａｚｉｎｅ　デジタル写真集（2023年11月29日、講談社）[51]
- FLASHデジタル写真集　伊達さゆり　ガールフレンド（2024年3月5日、光文社）[52]
- 【デジタル限定】伊達さゆり 写真集 always /「My Girl」PHOTO BOOK（2024年4月15日、KADOKAWA）[53]
- 【デジタル限定】伊達さゆり写真集「雨恋ダイアリー」（2024年7月22日、集英社）[54]
- 【デジタル限定】伊達さゆり 写真集 OVER /「My Girl」PHOTO BOOK（2024年12月13日、KADOKAWA）[55]

### フォト&インタビューブック
- 伊達さゆりフォト&インタビューブック 〜置いてきた傘と地図〜（2024年4月22日、一迅社）[56]ISBN 978-4758018890

## 受賞歴
- 第7回アニラジアワード BEST CUTE RADIO かわいいラジオ賞（2022年）
- 第8回アニラジアワード BEST SOLO RADIO ひとりラジオ賞（2023年）
- 第21回ベストデビュタント賞 アーティスト部門（2025年）

### シリーズ一覧
1. ↑  第1期（2021年）、第2期（2022年）、第3期（2024年）

### ユニットメンバー
1. ↑  今叶星（前田佳織里）、宮川高嶺（礒部花凜）、土岐紅巴（東城咲耶子）、丹羽灯莉（進藤あまね）、定盛姫歌（富田美憂）、本間秋日（山根綺）、塩崎鈴夢（石見舞菜香）、横田悠夏（船戸ゆり絵）、石塚藤乃（伊達さゆり）